# Agylla flavitincta
Agylla flavitincta är en fjärilsart som beskrevs av Paul Dognin 1899. Agylla flavitincta ingår i släktet Agylla och familjen björnspinnare. Inga underarter finns listade i Catalogue of Life.